# L'assassin a de l'humour
Pour plus de détails, voir Fiche technique et Distribution.
L'assassin a de l'humour (The Ringer) est un film britannique réalisé par Guy Hamilton, sorti en 1952, avec Herbert Lom, Denholm Elliott, William Hartnell et Mai Zetterling dans les rôles principaux.

## Synopsis
Un criminel insaisissable surnommé The Ringer revient à Londres pour se venger de Maurice Meister (Herbert Lom), un solliciteur qu'il tient pour responsable de la mort de sa sœur et que la police protège.

## Fiche technique
- Titre : L'assassin a de l'humour
- Titre original : The Ringer
- Réalisation : Guy Hamilton
- Scénario : Lesley Storm (en) et Val Valentine (en) d'après la pièce de théâtre The Ringer d'Edgar Wallace
- Photographie : Edward Scaife
- Musique : Malcolm Arnold et Muir Mathieson
- Montage : Bert Bates
- Direction artistique : William Hutchinson
- Producteur : Hugh Perceval (en)
- Société de production : London Film Productions
- Pays d'origine : Royaume-Uni
- Format : Noir et blanc
- Genre cinématographique : Film policier, film noir
- Durée : 78 minutes
- Date de sortie :
  -  Royaume-Uni : décembre 1952
  -  France : 25 décembre 1953

## Distribution
- Herbert Lom : Maurice Meister
- Donald Wolfit : docteur Lomond
- Mai Zetterling : Lisa
- Greta Gynt (en) : Cora Ann Milton
- William Hartnell : Sam Hackett
- Norman Wooland : inspecteur Bliss
- Denholm Elliott : John Lemley
- Dora Bryan : Mrs. Hackett
- Charles Victor (en) : inspecteur Wembury
- Walter Fitzgerald : le commissaire
- John Stuart : un jardinier
- John Slater : Bell
- Edward Chapman : Stranger
- Campbell Singer (en)
- Arthur Lovegrove
- Robert Raglan

## À noter
- Il s'agit du premier long métrage de Guy Hamilton.
- En 1925, Edgar Wallace publie le roman The Gaunt Stranger. L'année suivante, il propose une version revisitée sous le titre The Ringer. Cette version sert de base au film muet The Ringer d'Arthur Maude réalisé en 1928 et à un autre film, cette fois-ci sonore et lui aussi nommé The Ringer qui est réalisé par Walter Forde en 1931. Entre-temps, Wallace transpose ce roman au théâtre. Le film d'Hamilton est la troisième adaptation autour de cette histoire.